# Le Scandale
Le scandale és una pel·lícula de Claude Chabrol estrenada el 1967.

## Argument
De resultes d'un accident de cotxe, Paul Wagner pateix un traumatisme cranial del qual li costa recuperar-se i no pot administrar plenament la seva empresa de xampany. Christine Belling aprofita la situació per intentar vendre l'empresa, mentre que Paul ho refusa. Són comesos homicidis: tot porta a creure que Paul és el culpable. S'acosta llavors a Christine per obtenir el seu suport. Però també és assassinada. Paul és evidentment el principal sospitós als ulls dels investigadors. Paul porta les sospites sobre Jacqueline, la seva secretària, que és al centre d'aquest assumpte. Jacqueline està vinculada a Christopher, el marit de Christine. Es descobreix llavors que s'han associat per desviar la fortuna de Paul Wagner.

## Repartiment
- Maurice Ronet, Paul Wagner
- Anthony Perkins, Christopher Belling
- Yvonne Furneaux, Christine Belling
- Stéphane Audran, Jacqueline, la secretària
- Suzanne Lloyd, Evelyne Whartom
- Henry Jones, Mr. Clark
- Catherine Sola, Denise
- Christa Lang, Paula
- George Skaff, M. Loukhoum
- Marie-Ange Anies, Michèle
- Henri Attaol
- Dominique Zardi
- Robert Burnier
- Jean-Pierre Zola